# Lobo (Musiker)

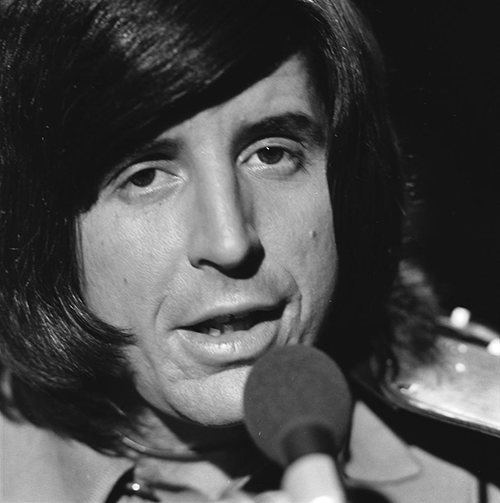
Lobo (1973)

Lobo (eigentlich Roland Kent LaVoie; * 31. Juli 1943 in Tallahassee, Florida) ist ein US-amerikanischer Musiker. Seine größten Erfolge waren 1971 Me and You and a Dog Named Boo und 1972 I’d Love You to Want Me.

## Biografie
LaVoie wuchs in Florida auf und war mit 17 Jahren in der Band The Rumors mit Gram Parsons, Jim Stafford und Jon Corneal, die später selbst erfolgreiche Musikkarrieren hatten. Während seiner Zeit an der University of South Florida war er Mitglied der Sugar Beats. Er lernte Phil Gernhard kennen, der unter anderem Produzent eines Nummer-eins-Hits von Maurice Williams & the Zodiacs gewesen war. Mit ihm nahm die Band 1964 eine Single auf: What Am I Doing Here wurde ein lokaler Erfolg. Danach spielte LaVoie noch in mehreren anderen Bands, bevor er 1969 einen eigenen Plattenvertrag beim Label Big Tree Records unterschrieb, bei dem Gernhard inzwischen arbeitete. Im selben Jahr erschien seine erste Solosingle mit dem Titel Happy Days in New York City, die allerdings unbeachtet blieb.
Zwei Jahre später legte sich LaVoie den Künstlernamen Lobo (Spanisch für Wolf) zu und nahm den selbstgeschriebenen Song Me and You and a Dog Named Boo auf. Das Lied war sofort ein Erfolg und erreichte Platz 5 in den US-Singlecharts. Es wurde auch in Europa veröffentlicht und erreichte dort ebenfalls vordere Chartplätze, darunter Platz 4 in Großbritannien und Norwegen. Das Debütalbum Introducing Lobo und drei weitere Singles waren auch in den US-Charts erfolgreich, konnten aber nicht an den ersten Hit heranreichen.
Bereits 1972 hatte er sein zweites Album fertiggestellt, und darauf enthalten war das ebenfalls selbstgeschriebene Lied I’d Love You to Want Me. Es wurde sein größter Erfolg und erreichte Platz 2 der US-Charts. Als Millionenseller wurde es mit einer Goldenen Schallplatte ausgezeichnet. Noch erfolgreicher war Lobo nur in den deutschsprachigen Ländern, wo er mit einem Jahr Verzögerung Platz 1 erreichte. In Deutschland und der Schweiz stand das Lied jeweils 13 Wochen, in Österreich 9 Wochen lang an der Spitze. Diesen Erfolg verdankte das Lied auch der Verwendung in der Krimiserie Der Kommissar, wo es in der Folge Sonderbare Vorfälle im Hause von Professor S. mehrfach angespielt wurde und eine große Nachfrage auslöste. Die deutsche Version des Lieds mit dem Titel Baby, du bist nicht alleine von Michael Holm war zur gleichen Zeit in den deutschen Charts und erreichte Platz 19.
Das zugehörige Album Of a Simple Man war ebenfalls erfolgreich und erreichte in Deutschland Platz 15. In den USA war es mit Platz 37 in den Billboard 200 sein bestplatziertes Album. Dort hatte er mit der Auskopplung Don’t Expect Me to Be Your Friend seinen dritten Top-10-Hit. Seine drei größten Hits erreichten alle auch Platz 1 der Adult-Contemporary-Charts. Während der Erfolg in Europa noch gar nicht eingetreten war, hatte Lobo in den USA im Juli 1973 bereits sein drittes Album Calumet veröffentlicht. Mit drei Top-40- und zwei weiteren Charthits konnte es in seiner Heimat den Erfolg fortsetzen. In Deutschland erreichte später lediglich Standing at the End of the Line als dritter und letzter Song die Single-Charts.
Es folgten zwei weitere Alben, Just a Singer und A Cowboy Afraid of Horses, die jeweils eine weitere Hitsingle hervorbrachten. Neben den eigenen Veröffentlichungen wandte sich Lobo auch der Produktion von anderen Musikern zu und veröffentlichte zwei Alben von Jim Stafford, jeweils zusammen mit Phil Gernhard, und die Single In the Mississippi seines Bruders Roger LaVoie. Schließlich endete die Zusammenarbeit mit Phil Gernhard und dem Label Big Tree. Lobo wechselte zu MCA/Curb Records, und erst 1979 erschien sein Comeback-Album Lobo. Produziert worden war es von Bob Montgomery, und nur eines der zehn Stücke darauf hatte Lobo selbst geschrieben. Das Album floppte, und lediglich  Where Were You When I Was Falling in Love war noch einmal ein Erfolg und brachte ihn zum vierten Mal auf Platz 1 der AC-Charts. Holdin’ On for Dear Love war im Dezember 1979 seine letzte Single in den US-Hot-100.
Danach wechselte er erneut das Label und gründete mit Lobo Records einen eigenen Musikverlag in der Country-Hauptstadt Nashville. Bis 1985 veröffentlichte er dort weitere Singles, unter anderem auch mit Narvel Felts und Kenny Earl unter dem Bandnamen Wolfpack, mit denen er noch kleinere Erfolge in den US-Country-Charts hatte. Dann zog er sich wieder aus seinem Label zurück. Ende der 1980er erlebte seine Musik noch einmal neuen Aufschwung in Asien, und ab 1989 veröffentlichte er in Taiwan und Singapur weitere Alben. Ein Börsencrash und der Zusammenbruch seines Asien-Labels beendete diesen Karriereabschnitt. 2000 fand er in Deutschland ein neues Label und veröffentlichte weitere Alben, 2008 erschien sein bislang letztes Album Out of Time.

## Diskografie

### Alben
| Jahr | Titel                     | Höchstplatzierung, Gesamtwochen, AuszeichnungChartplatzierungen (Jahr, Titel, Platzierungen, Wochen, Auszeichnungen, Anmerkungen) | Höchstplatzierung, Gesamtwochen, AuszeichnungChartplatzierungen (Jahr, Titel, Platzierungen, Wochen, Auszeichnungen, Anmerkungen) | Höchstplatzierung, Gesamtwochen, AuszeichnungChartplatzierungen (Jahr, Titel, Platzierungen, Wochen, Auszeichnungen, Anmerkungen) | Höchstplatzierung, Gesamtwochen, AuszeichnungChartplatzierungen (Jahr, Titel, Platzierungen, Wochen, Auszeichnungen, Anmerkungen) | Höchstplatzierung, Gesamtwochen, AuszeichnungChartplatzierungen (Jahr, Titel, Platzierungen, Wochen, Auszeichnungen, Anmerkungen) | Anmerkungen                                                                                      |
| Jahr | Titel                     | DE | AT | CH | UK | US | Anmerkungen                                                                                      |
| ---- | ------------------------- | --- | --- | --- | --- | --- | ------------------------------------------------------------------------------------------------ |
| 1971 | Introducing Lobo          | — | — | — | — | US163 (15 Wo.)US | Höchstplatzierung bei Wiederveröffentlichung im April 1973, erreichte 1971 Platz 178 (10 Wochen) |
| 1972 | Of a Simple Man           | DE15 (24 Wo.)DE | — | — | — | US37 (31 Wo.)US | in Deutschland erst 1973 erschienen                                                              |
| 1973 | Calumet                   | — | — | — | — | US128 (14 Wo.)US |                                                                                                  |
| 1974 | Just a Singer             | — | — | — | — | US183 (4 Wo.)US |                                                                                                  |
| 1975 | A Cowboy Afraid of Horses | — | — | — | — | US151 (7 Wo.)US |                                                                                                  |

grau schraffiert: keine Chartdaten aus diesem Jahr verfügbar
Weitere Alben
- 1976 Come with Me
- 1979 Lobo
- 1989 Am I Going Crazy?
- 1994 Asian Moon
- 1995 Classic Hits
- 1996 Sometimes
- 1997 You Must Remember This
- 2008 Out of Time

### Kompilationen
- 1974: The Best of Lobo
- 1990: Greatest Hits
- 1993: The Best Of
- 1997: Me and You and a Dog Named Boo
- 2010: The Very Best Of

### Singles
| Jahr | Titel Album                                                          | Höchstplatzierung, Gesamtwochen/‑monate, AuszeichnungChartplatzierungen (Jahr, Titel, Album, Platzierungen, Wochen/Monate, Auszeichnungen, Anmerkungen) | Höchstplatzierung, Gesamtwochen/‑monate, AuszeichnungChartplatzierungen (Jahr, Titel, Album, Platzierungen, Wochen/Monate, Auszeichnungen, Anmerkungen) | Höchstplatzierung, Gesamtwochen/‑monate, AuszeichnungChartplatzierungen (Jahr, Titel, Album, Platzierungen, Wochen/Monate, Auszeichnungen, Anmerkungen) | Höchstplatzierung, Gesamtwochen/‑monate, AuszeichnungChartplatzierungen (Jahr, Titel, Album, Platzierungen, Wochen/Monate, Auszeichnungen, Anmerkungen) | Höchstplatzierung, Gesamtwochen/‑monate, AuszeichnungChartplatzierungen (Jahr, Titel, Album, Platzierungen, Wochen/Monate, Auszeichnungen, Anmerkungen) | Anmerkungen                                                    |
| Jahr | Titel Album                                                          | DE | AT | CH | UK | US | Anmerkungen                                                    |
| ---- | -------------------------------------------------------------------- | --- | --- | --- | --- | --- | -------------------------------------------------------------- |
| 1971 | Me and You and a Dog Named Boo Introducing Lobo                      | DE15 (13 Wo.)DE | — | — | UK4 (14 Wo.)UK | US5 (13 Wo.)US | Autor: Kent Lavoie                                             |
| 1971 | I’m the Only One / She Didn’t Do Magic Introducing Lobo              | — | — | — | — | US46 (9 Wo.)US | Autor: Kent Lavoie                                             |
| 1971 | California Kid and Reemo The Best Of                                 | — | — | — | — | US72 (3 Wo.)US | Autoren: Andrew Michael Gateley, Robert Pedrick                |
| 1972 | A Simple Man Of a Simple Man                                         | — | — | — | — | US56 (9 Wo.)US | Autor: Lobo                                                    |
| 1972 | I’d Love You to Want Me Of a Simple Man                              | DE1 Gold · (24 Wo.)DE | AT1 (7 Mt.)AT | CH1 (20 Wo.)CH | UK5 (11 Wo.)UK | US2 Gold · (14 Wo.)US | Autor: Lobo                                                    |
| 1972 | Don’t Expect Me to Be Your Friend Of a Simple Man                    | — | — | — | — | US8 (13 Wo.)US | Autor: Lobo                                                    |
| 1973 | It Sure Took a Long, Long Time Calumet                               | — | — | — | — | US27 (11 Wo.)US | Autor: Lobo                                                    |
| 1973 | How Can I Tell Her Calumet                                           | — | — | — | — | US22 (12 Wo.)US | Autor: Lobo                                                    |
| 1973 | There Ain’t No Way Of a Simple Man                                   | — | — | — | — | US68 (5 Wo.)US | Autor: Lobo                                                    |
| 1973 | Love Me for What I Am / There Ain’t No Way Calumet / Of a Simple Man | — | — | — | — | US86 (2 Wo.)US | Autor: Lobo                                                    |
| 1974 | Standing at the End of the Line Calumet                              | DE46 (3 Wo.)DE | — | — | — | US37 (7 Wo.)US | Autor: Lobo                                                    |
| 1974 | Rings Just a Singer                                                  | — | — | — | — | US43 (9 Wo.)US | Autoren: Alex Harvey, Eddie Reeves Original: Lonnie Mack, 1971 |
| 1975 | Don’t Tell Me Goodnight A Cowboy Afraid of Horses                    | — | — | — | — | US27 (9 Wo.)US | Autor: Kent Lavoie                                             |
| 1979 | Where Were You When I Was Falling in Love Lobo                       | — | — | — | — | US23 (17 Wo.)US | Autoren: Jeff Silbar, Sam Lorber, Steve Jobe                   |
| 1979 | Holdin’ On for Dear Love Lobo                                        | — | — | — | — | US75 (8 Wo.)US | Autoren: Johnny Slate, Steve Pippin, Larry Henley              |

grau schraffiert: keine Chartdaten aus diesem Jahr verfügbar
Weitere Singles
- 1972: The Albatross
- 1973: Stoney
- 1973: Gypsy and the Midnight Ghost
- 1974: Goodbye Is Just Another Word
- 1975: Something to See Me Through
- 1975: Would I Still Have You
- 1976: At First Sight
- 1977: Afterglow
- 1977: It’s Everywhere